# Rick Snyder
Richard Dale (Rick) Snyder (Battle Creek (Michigan), 19 augustus 1958) is een Amerikaans ondernemer en politicus van de Republikeinse Partij.
Snyder stelde zich in 2010 kandidaat om gouverneur van de staat Michigan te worden. Bij de gouverneursverkiezing versloeg hij zijn Democratische tegenstander Virg Bernero met ruime cijfers. Op 1 januari 2011 trad Snyder aan als gouverneur en in 2014 werd hij herkozen voor een tweede termijn. In 2018 mocht hij zich na twee termijnen niet nogmaals verkiesbaar stellen. Hij werd op 1 januari 2019 opgevolgd door de Democraat Gretchen Whitmer.